# Manfredino di Alberto
Manfredino di Alberto o Manfredino da Pistoia (XIII secolo – 1305 circa) è stato un pittore italiano, documentato nella seconda metà del XIII secolo a Pistoia e Genova.
Scarsi i dati biografici, secondo i quali sono da attribuire a lui il Cristo Pantocratore tra Santi ed angeli nella chiesa di San Bartolomeo in Pantano (Pistoia), l'Ascensione nella chiesa di Santa Maria a Ripalta (Pistoia), la Madonna col Bambino tra San Michele, San Giovanni Battista, San Dionisio e San Nicola della collezione Acton(Firenze), gli affreschi di S. Michele in Fassolo (Genova), rappresentanti l'Ultima Cena e San Michele Arcangelo, ora al Museo di Sant'Agostino di Genova, gli affreschi nella chiesa di Nostra Signora del Carmine (circa 1300, Genova) e quelli della lunetta del portale della chiesa di San Bartolomeo dell'Olivella (Genova), che, eseguiti circa il 1305, si possono considerare l'estrema testimonianza della sua attività artistica e, probabilmente, della sua vicenda biografica